# 稲葉竹俊
稲葉 竹俊（いなば たけとし、1958年? - 2020年3月18日）は、日本の教育学者。東京工科大学教授。専門は教育工学、情報教育。

## 略歴
東京都品川区出身。1982年慶應義塾大学文学部フランス文学科卒業。1984年パリ第三大学修士課程修了。1985年慶應義塾大学大学院文学研究科修士課程修了。1988年パリ第三大学博士課程DEA修了。1994年慶應義塾大学大学院文学研究科博士課程単位取得退学。
早稲田大学、慶應義塾大学非常勤講師を経て、1999年東京工科大学助教授。2006年教授。

## 主著

### 共編著
- 『メディア学入門』（コロナ社, 2013年）
- 『教育メディア』（コロナ社, 2015年）
- 『プロジェクト学習で始めるアクティブラーニング入門』（コロナ社, 2017年）